# Cung điện ở Bobrów
Cung điện ở Bobrów (tiếng Ba Lan: Pałac w Bobrowie) là một cung điện ở làng Bobrów, huyện Jeleniogórski, tỉnh Dolnośląskie, Ba Lan. Công trình kiến trúc này có tên trong danh sách di tích.

## Lịch sử
Cung điện ở Bobrów sở hữu một dòng lịch sử lâu dài:
- Khoảng năm 1450: Một công trình bằng gạch được xây dựng gần sông Bóbr. Các nhà sử học vẫn chưa thể xác định đó là lâu đài hay tháp canh.
- Thế kỷ 15: Gia đình quý tộc Schaffgotsch quản lý tài sản này.
- Thế kỷ 16 và thế kỷ 17: Gia đình quý tộc Zedlitz là chủ sở hữu của khu bất động sản này. Một trang viên đơn giản được xây dựng trên vị trí của cung điện ngày nay.
- Trong hai thế kỷ tiếp theo: Các gia đình quý tộc sở hữu trang viên gồm: Nostitz, Buchs, Rothkirch và Köckritz.
- Cuối thế kỷ 19: Hans Rudolf von Decker trở thành chủ sở hữu mới. Ông quyết định xây dựng lại toàn bộ trang viên thành một cung điện hoành tráng, dựa theo thiết kế của kiến trúc sư đến từ Berlin - Paul Roetger. Gia tộc Decker quản lý cung điện này mãi cho đến năm 1921.
- Sau năm 1945: Nhiều tổ chức tiếp quản cung điện như: Hồng quân Liên Xô, trung tâm tị nạn chính trị từ Hy Lạp hay các trang trại nhà nước (Ba Lan).
- Hiện nay: Cung điện này thuộc sở hữu tư nhân.

## Kiến trúc
Đây là một cung điện ba tầng được xây dựng trên một mặt phẳng hình vuông. Cung điện gồm nhiều gian phòng với một tòa tháp cao lớn nằm ở phần trung tâm. Cung điện được trang trí theo phong cách tân Phục hưng giống với các thiết kế ở Pháp và Hà Lan.